# Patti Endo
Patti Endo est une artiste visuelle kényane et japonaise née en 1997 à Tokyo, connue pour sa découverte des mystères du corps humain et pour son combat pour les droits des femmes. Ses œuvres font partie de la collection du Musée National du Kenya[Lequel ?], de la galerie Polka Dot Art et de la galerie Brulhart en Suisse.

## Biographie
Patti Endo fait ses études académiques à l'Université de Brighton au Royaume-Uni.

## Engagement
Patti Endo s'intéresse à la cause des femmes. En 2019, elle expose à la galerie Polka Dot Art avec cinq autres artistes parmi lesquelles Joy Maringa, Nadia Wamunyu, Sebawali Sio, Anne Mwiti, Mary Ogembo.

## Expositions individuelles
- 2019 : Kenya Art Diary 2020[3]

## Expositions collectives
- 2017 : Washa, Create Hub Gallery, Dubai, Émirats arabes unis[4]
- 2020 : Africa… & the others 54 countries[5]
- 2021 : Deux es femina, Akka Project Dubaï, Dubaï, Émirats arabes unis[6],[7],[8]